# Josef Mantl

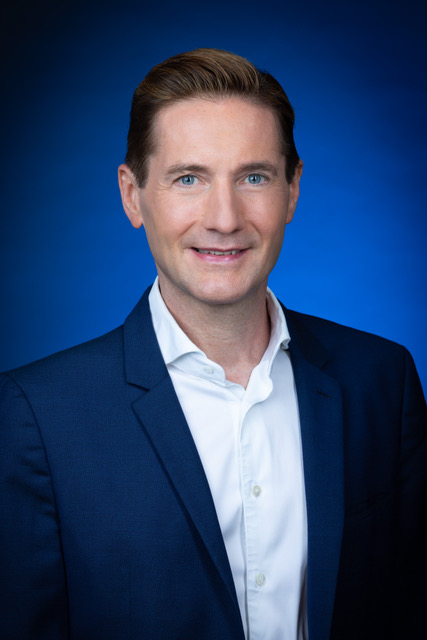
Josef Mantl (2021)

Josef Karl Mantl (* 27. Februar 1977 in Graz) ist ein österreichischer Politiker (ÖVP). Von November 2020 bis Juni 2025 war er Abgeordneter zum Wiener Landtag und Mitglied des Wiener Gemeinderates. Dort wurde er 2023 zum Schriftführer berufen.

## Leben und Ausbildung
Mantl ist der Sohn des 2022 verstorbenen Politikwissenschaftlers und Juristen Wolfgang Mantl. Er wurde 1977 in Graz geboren und besuchte das Akademische Gymnasium, wo er 1995 maturierte. Im Anschluss daran leistete er seinen Grundwehrdienst beim Aufklärungsregiment 1 in der Belgier-Kaserne  ab. Das Studium der Rechtswissenschaften an der Universität Wien schloss er 2002 ab, 2012 promovierte er zum Dr.iur. Von 2006 bis 2008 studierte er als Fulbright-Stipendiat in den USA am Emerson College in Boston. Er engagierte sich sowohl 2008 als auch 2016 als Wahlkampfhelfer für Hillary Clinton.

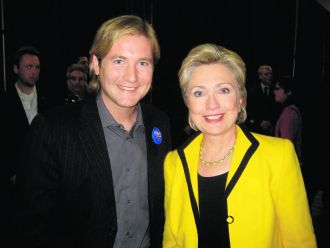
Josef Mantl (April 2008)

Er ist Mitglied von folgenden katholischen Studentenverbindungen:
- Österreichischer Cartellverband: KÖStV Traungau Graz (seit 1996), KAV Bajuvaria Wien (seit 1999), KÖHV Mercuria Wien (seit 2005) und KÖStV Erasmus Graz (seit 2009)
- Mittelschüler-Kartell-Verband:  KÖML Normannia Graz (seit 1993),  KÖStV Kreuzenstein Wien (seit 1998), KÖML Alpinia-Styria Graz (seit 2002),  KMV Grimmingtor Stainach (seit 2016), sowie KPV Thuiskonia Wien (seit 2017)
- Europäischer Kartellverband: K.A.V. Merkenstein Wien (seit 2003)

## Unternehmerische Laufbahn
2003 gründete er ein Einzelunternehmen für Veranstaltungen und Popmusik, dabei konnte er als Produzent und Künstler unter seinem Pseudonym D-JMC Charterfolge verbuchen.  Die von ihm 2009 gegründete „JMC – Josef Mantl Communications GmbH“ ist eine Full Service Kommunikationsagentur für Kampagnen, Events und Social Media. Josef Mantl ist Lektor an der FH Wien für Management und Kommunikation, Mitglied des Advisory Boards von „CEOs for Future“ und Mitglied des Kuratoriums der Österreichisch-Amerikanischen Gesellschaft.

## Politische Laufbahn
Mit 15 Jahren wurde Josef Mantl Schulsprecher, im Jahr darauf Landesschulsprecher für die ÖVP-nahe Schülerunion. 1994 wurde er zum Bundesschulsprecher Stellvertreter gewählt. 2015 wurde er zum Bezirksvorsteher-Stellvertreter des 8. Wiener Gemeindebezirkes Josefstadt gewählt, 2020 zum Landtagsabgeordneten für den Regionalwahlkreis Innen-West.

## Publikationen
- Moving Forward – Topfit für die Zukunft. Josef Mantl, 2020, ISBN 978-3-7526-1069-7
- I connect – Netzwerk Erfolg. Josef Mantl, 2016, ISBN 978-3-7412-2857-5
- Dealing with Change – Österreicher über die Herausforderungen des 21. Jahrhunderts. Alexander Ceh, Georg Krasser, Josef Mantl (Hrsg.), 2016, ISBN 978-3-7412-2857-5
- Integration durch Leistung. Josef Mantl, Alexander Ochs, Marc R. Pacheco (Hrsg.): Communicating Sustainability. Böhlau Verlag, Wien 2012, ISBN 978-3-205-78817-1, S. 91–98.
- Transparenz und Kommunikation der Europäischen Union im Lichte von Art 15 AEUV. Dissertation zur Erlangung des Dr.iur., Univ. Wien, 2011.